# カミーユ・ヴァン・カンプ
カミーユ・ヴァン・カンプ（Camille van Camp、1834年6月3日 - 1891年11月16日）はベルギーの画家、版画家である。

## 略歴
ベルギー北部、リンブルフ州の都市トンゲレンに法律家の息子に生まれた。1848年から1853年までブリュッセル王立美術アカデミーでフランソワ＝ジョセフ・ナヴェスやルイ・ガレ(Louis Gallait)、ルイ・ウアール(Louis Huard)に学んだ。
1857年にフィレンツェへ旅し、ウフィツィ美術館で巨匠たちの絵画を模写して修行し、1859年にはパリでルーブル美術館でも修行した。数週間、多くの風景画家が活動したバルビゾンにも滞在した。
ベルギーに戻った後、バルビゾンのような場所として、ブリュッセルに近いフラームス＝ブラバント州のテルビュレン(Tervuren)に、1863年に友人のイポリット・ブーランジェ(Hippolyte Boulenger:1837-1874)と滞在し、その後友人たちがテルビュレンに集まって活動し「テルビュレン派(École de Tervueren)」と呼ばれた画家の集団が形成されることになった。
ヴァン・カンプは1868年に「テルビュレン派」の画家たちらと新しい美術家集団「自由美術協会」の創立メンバーとなった。画家としては風景画や肖像画、歴史画を描いた。シャルル・ド・コステルの1867年の小説『オイレンシュピーゲルとゴードザクの伝説と冒険』初版本の挿絵も描いた。
病気療養のために滞在したスイスのモントルーで没した。

## 作品

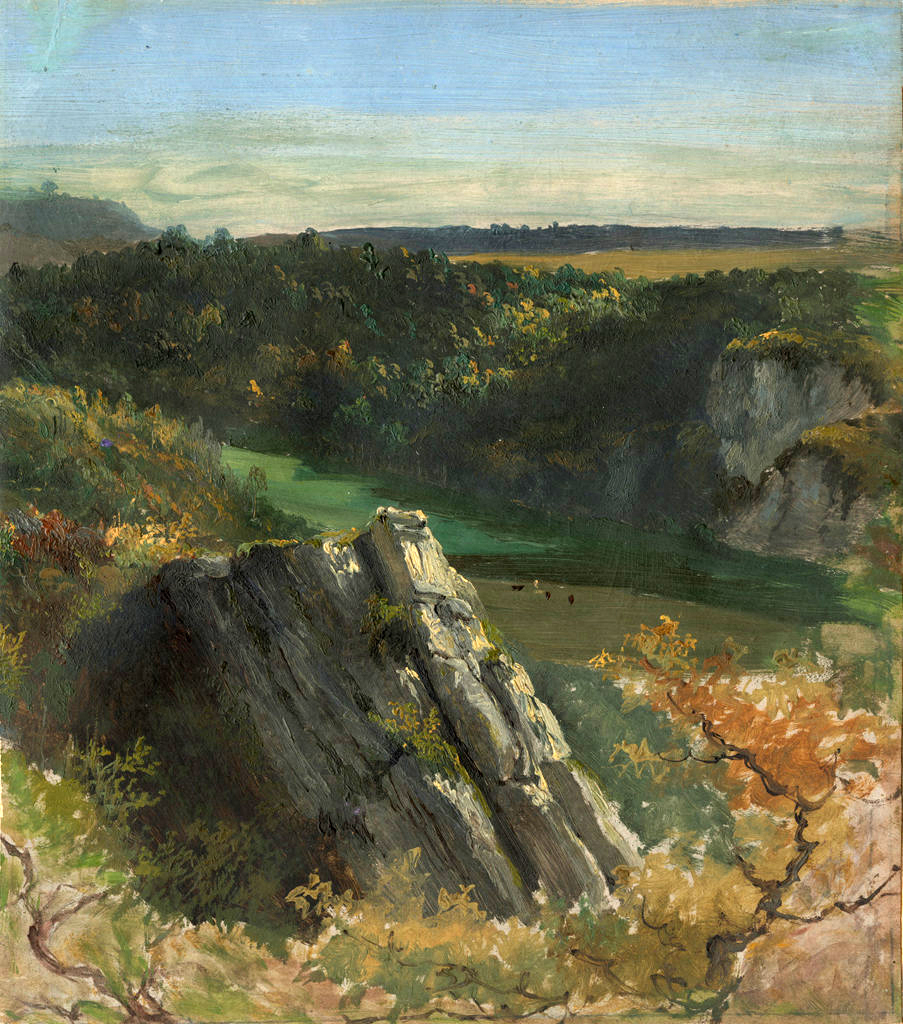
岩山の風景
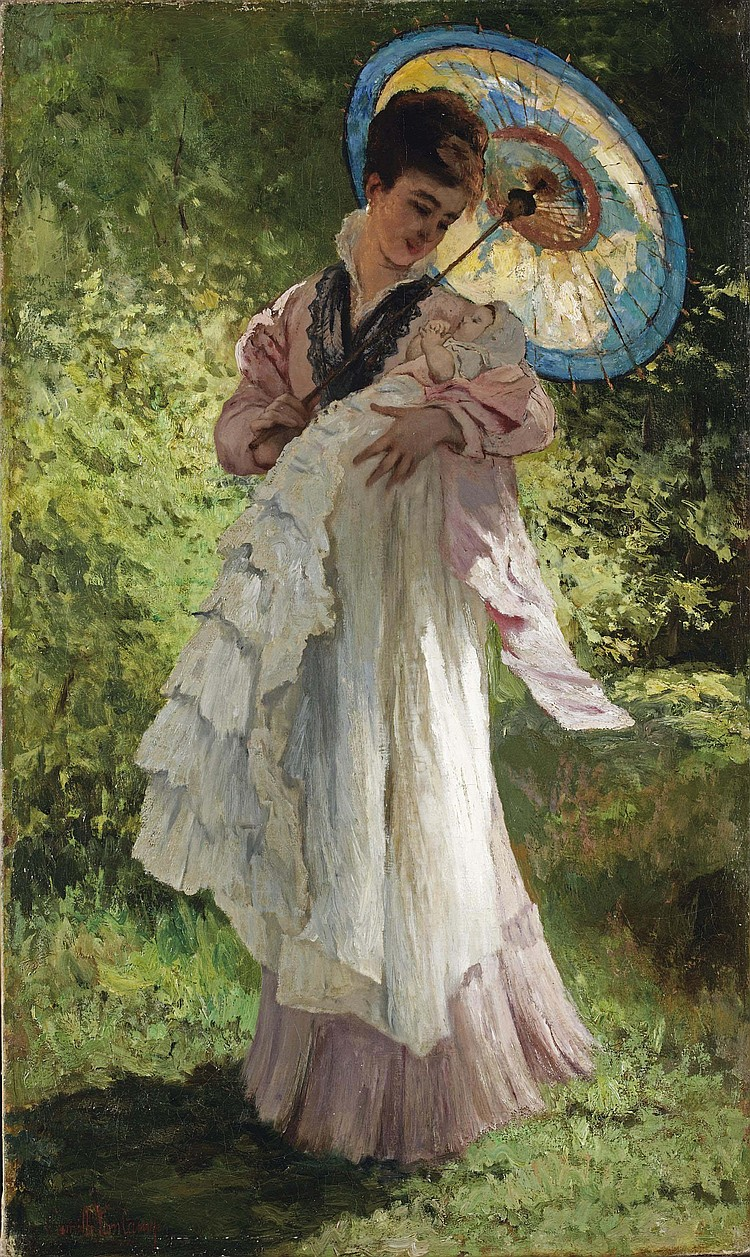
母親の愛情
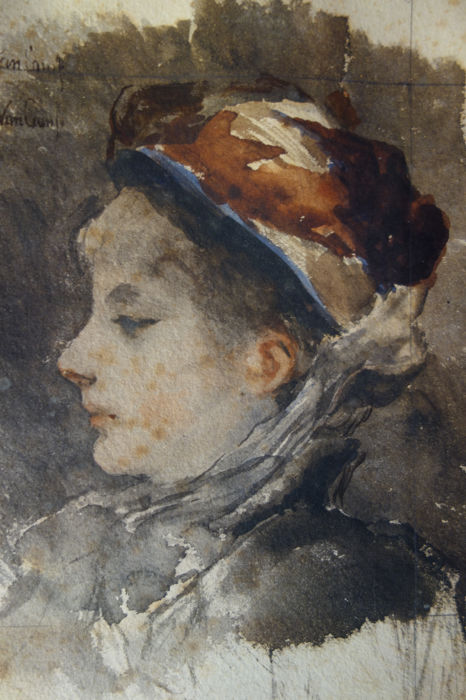
若い婦人の肖像画
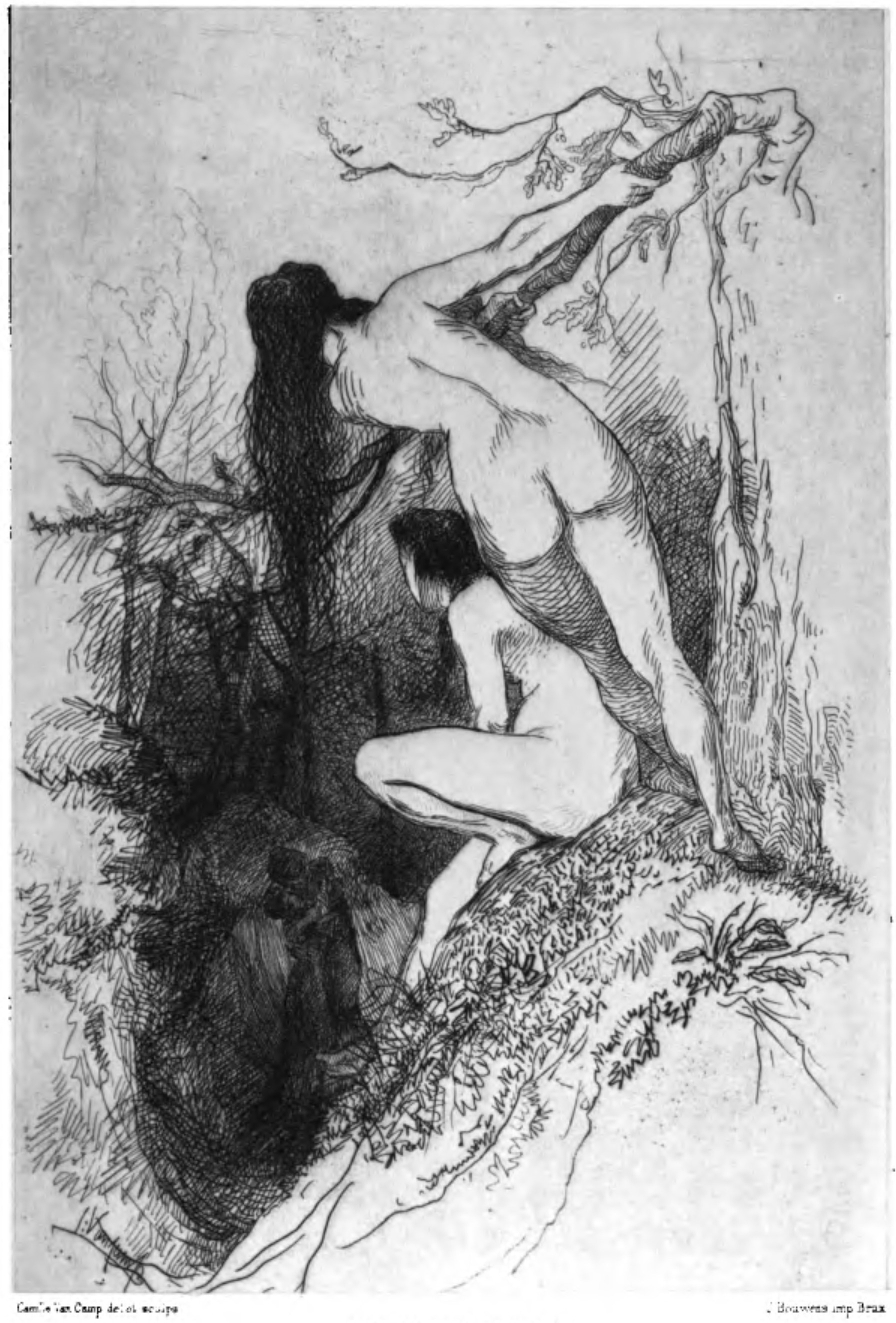
『オイレンシュピーゲルとゴードザクの伝説と冒険』挿絵

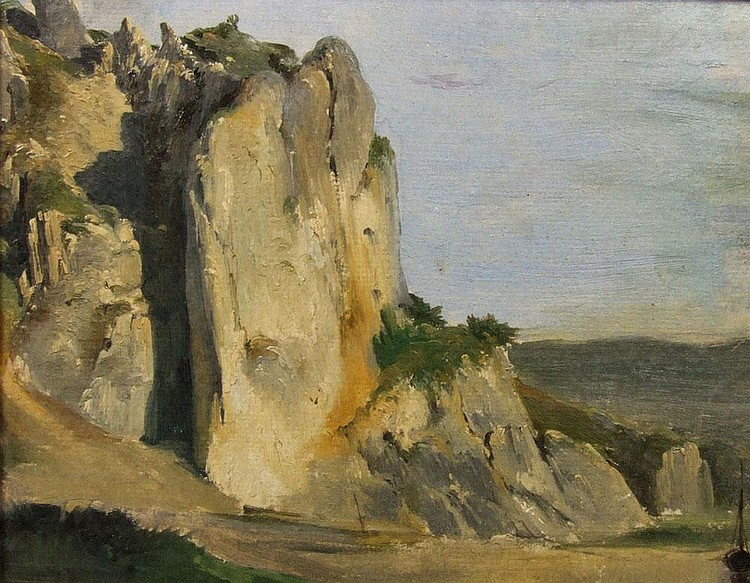
アルデンヌの風景
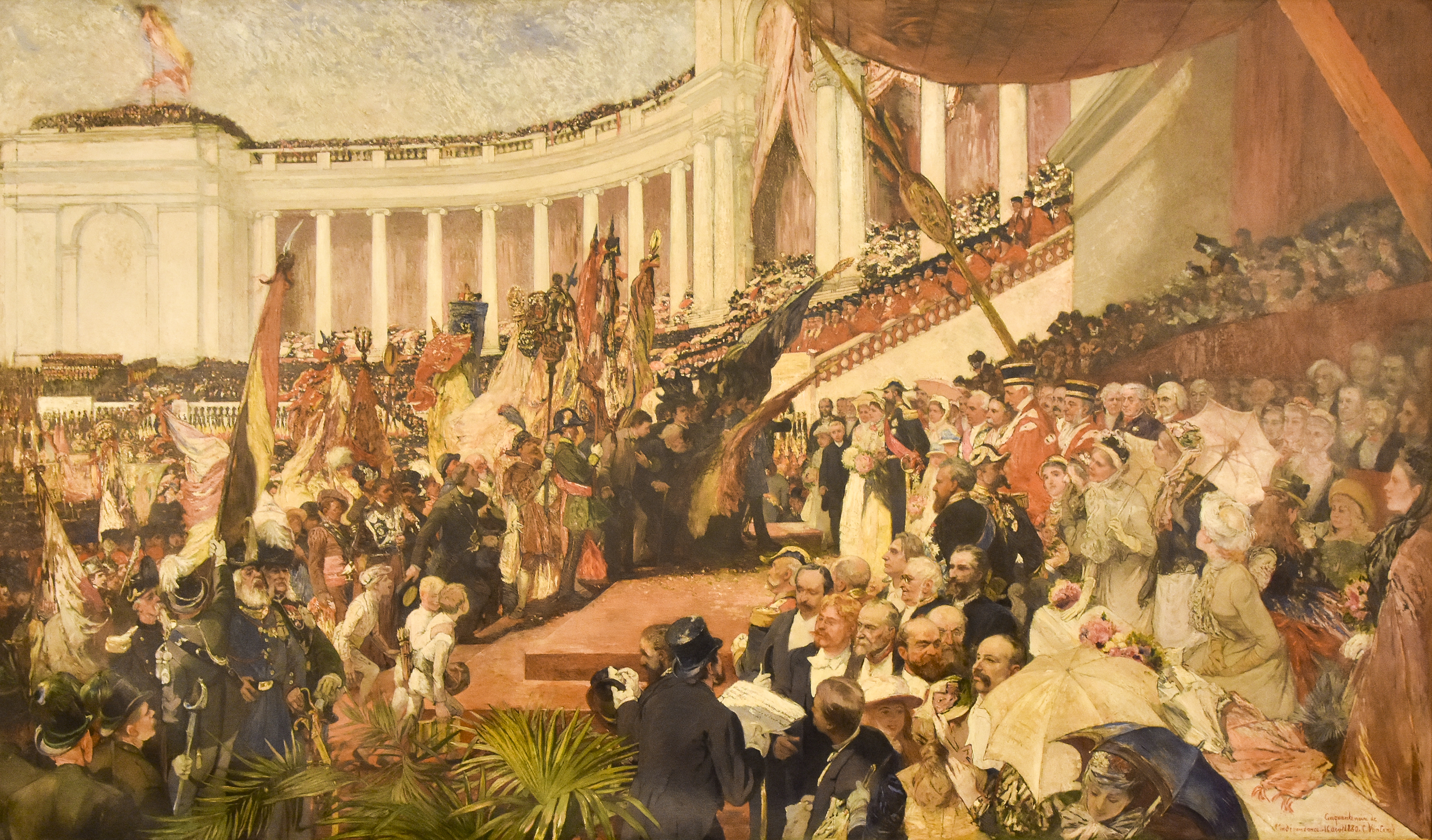
ベルギー独立50周年式典